# Јаник Ноа
Јаник Ноа (фр. Yannick Noah; 18. мај 1960) је бивши француски професионални тенисер.

## Каријера
Највећи успех Ное у каријери је освајање Ролан Гароса у појединачној конкуренцији 1983. године, запамћен је и по томе што је последњи француски и први тамнопути тенисер који је освојио Ролан Гарос. Био је успешан капитен Француске Дејвис куп репрезентације и Фед куп тима. На АТП листи је достигао до треће позиције у појединачној конкуренцији и на прво место у паровима. Године 2005. примљен је у тениску Кућу славних. После повлачења из тениса, Јаник Ноа је остао у јавности као веома популаран музички извођач и као саоснивач, са својом мајком, добротворне организације за помоћ сиромашној деци. Отац је некадашњег НБА кошаркаша Жоакима Ное који је играо за Њујорк никсе.

## Гренд слем финала

### Појединачно 1 (1–0)
| Исход  | Година | Турнир      | Подлога | Противник     | Резултат           |
| Победа | 1983   | Ролан Гарос | Шљака   | Матс Виландер | 6–2, 7–5, 7–6(7–3) |

### Парови 3 (1–2)
| Исход  | Година | Турнир      | Подлога | Партнер     | Противници                 | Резултат                          |
| Победа | 1984   | Ролан Гарос | Шљака   | Анри Леконт | Павел Сложил Томаш Шмид    | 6–4, 2–6, 3–6, 6–3, 6–2           |
| Пораз  | 1985   | УС Опен     | Тврда   | Анри Леконт | Кен Флеч Роберт Сегусо     | 7–6(7–5), 6–7(1–7), 6–7(6–8), 0–6 |
| Пораз  | 1987   | Ролан Гарос | Шљака   | Ги Форже    | Андерс Јарид Роберт Сегусо | 7–6(7–5), 7–6(7–2), 3–6, 4–6, 2–6 |